# Gorden Kaye
Gorden Kaye, właśc. Gordon Fitzgerald Kaye (ur. 7 kwietnia 1941 w Huddersfield, zm. 23 stycznia 2017 w Knaresborough) – brytyjski aktor kabaretowy, telewizyjny i teatralny – specjalizował się w rolach komediowych. Występował w roli René Artois w serialu ’Allo ’Allo!, za którą w 1986 był nominowany do Nagrody Telewizyjnej BAFTA.

## Życiorys
Pochodził z inteligenckiej rodziny – jego ojciec był inżynierem, pracował w fabryce traktorów w Huddersfield. Młody Kaye zakończył edukację na szkole średniej, po czym imał się różnych zajęć – pracował w zakładach tekstylnych, winiarskich i mechanicznych, był również prezenterem szpitalnego radiowęzła. W swojej autobiografii z 1989 roku przyznał się do ogromnej nieśmiałości, którą pomogło mu przełamać dopiero odkrycie zdolności aktorskich. W drugiej połowie lat 60. zaczął pracować jako aktor w północnej Anglii.  Zadebiutował w nagrywanym w Manchesterze słuchowisku radiowym, wkrótce później pojawił się w teatrze telewizji. Pierwszy stały angaż aktorski otrzymał w teatrze w Bolton. Tam dostrzegli go producenci opery mydlanej Coronation Street, gdzie występował w latach 1969–1970.
Później stał się wziętym epizodystą i aktorem drugoplanowym, występującym w wielu serialach. W takim charakterze pojawił się też w serialach Davida Crofta: Are You Being Served? oraz It Ain’t Half Hot Mum. W 1977 Croft powierzył mu drugoplanową, lecz bardzo wyrazistą rolę prezentera telewizyjnego w krótkotrwałym serialu Podróż pani Noah. W pierwszej połowie lat 80. grywał w rolach szekspirowskich: najpierw w inscenizacji Życia i śmierci króla Jana dla Teatru Telewizji BBC, a następnie w wystawieniu Jak wam się podoba, przygotowanym przez Królewski Teatr Narodowy.
W 1982 Croft obsadził Kaye’a w głównej roli w swoim nowym serialu ’Allo ’Allo!. Grany przez niego René jest właścicielem kawiarni w okupowanej przez Niemców Francji w czasie II wojny światowej, który mimo wyraźnej nadwagi i niezbyt ponętnej aparycji nie może opędzić się od zalotów własnych kelnerek. Kaye wystąpił we wszystkich 84 odcinkach serialu, a także w jego zagranej 1200 razy wersji teatralnej. W 2007 roku po latach powrócił do swej najsłynniejszej roli, występując w odcinku specjalnym Powrót ’Allo ’Allo! na antenie BBC oraz w trzyosobowej sztuce teatralnej na deskach teatru w Brisbane, wraz z Sue Hodge jako Mimi Labonq i Guyem Sinerem jako porucznikiem Gruberem.
Zmarł w domu opieki w Knaresborough w wieku 75 lat.
17 lutego 2017 został pochowany w rodzinnym mieście Huddersfield. W uroczystościach pogrzebowych wzięły udział m.in. aktorki: Vicki Michelle, Sue Hodge i Kim Hartman, z którymi grał przed laty w serialu ’Allo ’Allo!.

## Życie prywatne
W 1988 pod presją tabloidów przyznał, że jest gejem. Rok później wydał autobiografię Rene & Me: A Sort of Autobiography (Rene i ja: swego rodzaju autobiografia), w której opisał swe niełatwe doświadczenia z młodości, gdy oprócz kwestii związanych z jego seksualnością, zmagał się też z nieśmiałością i nadwagą. W 1990 uległ groźnemu wypadkowi samochodowemu, podczas którego złamany drewniany słup tablicy reklamowej przebił przednią szybę samochodu, a następnie wbił się w jego głowę. W stanie krytycznym trafił do szpitala. Po prawie sześciogodzinnej operacji mózgu lekarze nie mieli nadziei na uratowanie aktora. Jednak udało mu się w pełni powrócić do zdrowia, choć odniesione obrażenia pozostawiły widoczne ślady na jego głowie. Kolejny wypadek przytrafił się mu w 1997 roku na scenie Oxford Playhouse, gdy przewrócił się stos podróżnych kufrów, będących dekoracją sceniczną; aktorowi nic poważnego się jednak nie stało.

## Filmografia
- Jabberwocky (1977)
- Wszystkie stworzenia duże i małe (serial telewizyjny All Creatures Great and Small 1978)
- ’Allo ’Allo! (serial telewizyjny 1982–1992)
- Brazil (1985)